# 馭龍少年
《馭龍少年》是月刊少年JUMP連載的漫畫，由佐倉賢一繪畫的少年漫畫。單行本全14卷。曾改編為電視動畫作品。此作亦有相關的交換卡片遊戲。主角與虛擬世界的龍作為搭檔作戰為主題的作品。動畫亦使用相同的設定，同時卡牌遊戲的設計也開始。當初在卡牌遊戲發售時知名度低，但漫畫連載和卡牌遊戲的更新使其漸漸受歡迎，此後的動畫片亦使此作的知名度上升。

## 故事簡介
作品分為兩部，第一部以大空零士的為主角，描畫被稱呼為「裡球」的地球平行世界。第二部則以地球作為舞台，以雪野巧為主角。

### 第一部
做什麼也半途而廢的初中生大空零士，某日由青梅竹馬的雪野麻衣子帶領，開始對虛擬遊戲「DRAGON DRIVE」產生興趣，其後更成為拯救「裡球」的英雄。

### 第二部
在大空零士們的戰鬥2年後，雪野麻衣子的弟弟雪野巧，通過「DRAGON DRIVE」，意外地進入「裡球」，發現兩個世界的時空正在轉變。在故事結尾，第一部的主人公大空零士和雪野麻衣子們也參加了作戰。最後，結束了幾十年的「DRAGON DRIVE」，由雪野巧擔任下一代的社長，「DRAGON DRIVE」遊戲亦重新開始。

## 登場人物
顯示的是港版的翻譯名稱。人物介紹如無特別注明，均是以漫畫內容作準。

### 第一部
大空零士 （大空レイジ，配音：朴璐美袁淑珍）
第一部主角。14歲。做甚麼事情也半途而廢，一無事處的「馬虎王」。在Dragon Drive與小龍相遇後有所改變，真龍大戰裡拯救裏球的英雄。拍擋是裏球的守護龍聖哥古拉。
第二部尾段加入，由冰室光替美加留帶小龍給零士。故事結尾長大後為大空動物病院的院長。
 雪野麻衣子 （雪野麻衣子，配音：笹本優子林元春）
零士的青梅竹馬。14歲。非常關注零士。拍擋是格蘭芬。
第二部主角雪野巧的姐姐，由美加留帶返回裏球後再回地球參與戰鬥。
 荻原大介 （萩原大介，配音：天田真人鄺樹培）
喜歡雪野麻衣子。視零士為情敵，多次向零士挑戰。拍擋為漢巴。
第二部中段登場。
動畫初期為橘響次的跟班。
 冰室光 （氷室ヒカル，配音：鈴村健一蘇強文）
第一部Dargon Drive 排名第一的天才玩家。與零士交戰後被零士的潛力吸引，執著於與零士戰鬥。
為與零士對戰而以ri-on的戰士身份到裏球，於真龍大戰後留在裏球。
第二部以協助者的身份登場，並且一直以合眼的形式出場，作者解釋是冰室在裏球內師父的要求。
 純柴一郎 （純柴一郎，配音：宮崎一成黎景全）
第一部Dragon Drive 排名第二的玩家。能同時操縱複數的龍。拍擋為疾風勁斬
受L小姐的請求以ri-on的戰士到裏球帶回L小姐的妹妹回地球，後段加入主角的陣營。
第二部中段登場。
 橘響次 （橘響次，配音：杉田智和李錦綸）
動畫原創角色。模範生，深受學校女同學歡迎，並經常受不同學會邀請。
Dragon Drive A組的冠軍，對零士等人失蹤感到疑惑跟戶香偷偷到Dragon Drive中心調查並借機到裏球。故事後期明顯對戶香有好感，結尾跟戶香一起。
 永遠冴香 （永遠冴香，配音：ゆかな陸惠玲）
動畫原創角色。因祖父曾到裏球而得知神龍石的存在，為完成祖父的心願而到裏球並想盡辦法參加馭龍者天國（Dragonic Heaven）。
Dragon Drive C組的冠軍，第4集初登場。故事初期對零士感興趣而多次協助零士，故事中段因得知神龍石的真相一度加入敵方ri-on的陣營。
 太陽（沙维路斯） （タイヨウ（サン・ウォルス）），配音：松田佑貴李致林）
前一屆馭龍者天國（Dragonic Heaven）的冠軍。失去小時候的記憶，在一名男性屍體前被海舟拾起並養育，性格深受其影響。海舟死後於其墓前承諾成為世界上最好管閒事人。拍擋為黑暗雷神。
在這一屆的馭龍者天國（Dragonic Heaven）為冠軍候補，但於第一回便被初次參與的戶岐打倒。
真龍大戰完結後與高卡路為看世界的盡頭而旅行。
第二部尾段登場。

## 出版書籍
| 卷數 | 集英社        | 集英社             | 長鴻出版社     | 長鴻出版社           |
| 卷數 | 發售日期      | ISBN               | 發售日期       | EAN                  |
| ---- | ------------- | ------------------ | -------------- | -------------------- |
| 1    | 2001年8月1日  | ISBN 4-08-873155-7 | 2002年10月1日  | EAN 471-0765-16917-6 |
| 2    | 2001年12月1日 | ISBN 4-08-873206-5 | 2002年10月29日 | EAN 471-0765-16965-7 |
| 3    | 2002年3月4日  | ISBN 4-08-873242-1 | 2003年2月17日  | EAN 471-0765-17331-9 |
| 4    | 2002年7月4日  | ISBN 4-08-873293-6 | 2003年4月2日   | EAN 471-0765-17343-2 |
| 5    | 2002年11月1日 | ISBN 4-08-873345-2 | 2003年8月18日  | EAN 471-0765-17598-6 |
| 6    | 2003年3月4日  | ISBN 4-08-873402-5 | 2003年9月15日  | EAN 471-0765-17803-1 |
| 7    | 2003年8月4日  | ISBN 4-08-873499-8 | 2005年2月24日  | EAN 471-0765-19196-2 |
| 8    | 2003年12月4日 | ISBN 4-08-873541-2 | 2005年10月4日  | EAN 471-0765-19746-9 |
| 9    | 2004年4月2日  | ISBN 4-08-873590-0 | 2006年3月20日  | EAN 471-0765-20285-9 |
| 10   | 2004年8月4日  | ISBN 4-08-873644-3 | 2006年8月23日  | EAN 471-0765-20652-9 |
| 11   | 2004年12月3日 | ISBN 4-08-873686-9 | 2006年9月18日  | EAN 471-0765-20653-6 |
| 12   | 2005年4月4日  | ISBN 4-08-873797-0 | 2007年1月25日  | EAN 471-0765-21148-6 |
| 13   | 2005年8月4日  | ISBN 4-08-873847-0 | 2007年3月16日  | EAN 471-0765-21219-3 |
| 14   | 2006年1月5日  | ISBN 4-08-874011-4 | 2007年4月28日  | EAN 471-0765-21281-0 |

## 電視動畫

### 製作人員
- 原作 - 佐倉賢一
- 監督 - 川瀬敏文
- 系列構成 - 井上敏樹
- 人物設計 - 梅原隆弘
- 龍設計 - やまだたかひろ
- 美術監督 - 金子英俊→内田好之
- 色彩設計 - 児玉尚子
- 攝影監督 - 坂本竜馬→高橋健太郎
- 編輯 - 瀬山武司
- 音響監督 - 本田保則
- 音樂 - 光宗信吉
- 動畫製作 - MADHOUSE
- 動畫製作人 - 白井勝也
- 製作人 - 岩田牧子、山崎立士、久保聰
- 製作 - 東京電視台、NAS、萬代影視

### 主題曲
片頭曲〈TRUE〉
作詞 - 小林夏海 / 作・編曲 - 華原大輔、日比野元気 / 歌 - 下川美娜
片尾曲〈たった、ひとつの〉
作詞・作曲・編曲 - 浅田直 / 歌 - 下川美娜

### 各話列表
| 話數 | 標題 | 中文標題       | 劇本     | 分鏡                | 演出            | 作畫監督                        | 總作畫監督                     |
| ---- | ---- | -------------- | -------- | ------------------- | --------------- | ------------------------------- | ------------------------------ |
| 1    |      | 沉睡的龍       | 井上敏樹 | 川瀬敏文            | 川瀬敏文 山本恵 | 梅原隆弘 ふくだのりゆき         | -                              |
| 2    |      | 承諾的降臨     | 井上敏樹 | 紅優                | 吉村章          | 山本善哉                        | 梅原隆弘                       |
| 3    |      | 復仇之戰       | 滝晃一   | 徳吉功              | 徳吉功          | 秦野好紹                        | ふくだのりゆき                 |
| 4    |      | 沖擊下的覺醒   | 荒川稔久 | 奥村吉昭            | 和田裕一        | 河野稔                          | 梅原隆弘 金紀杜                |
| 5    |      | 裡球           | 平野靖士 | ひいろゆきな        | 岡嶋国敏        | 加藤茂                          | ふくだのりゆき                 |
| 6    |      | 繼承者         | 井上敏樹 | 成田歳法            | 藤本義孝        | 野口孝行                        | 梅原隆弘 金紀杜                |
| 7    |      | 馭龍者天國大賽 | 滝晃一   | 河合夢男            | 鎌仲史陽        | 柳瀬雄之                        | ふくだのりゆき                 |
| 8    |      | 戰鬥的開端     | 平野靖士 | しまづ聡行          | 木村隆一        | 梅原隆弘                        | -                              |
| 9    |      | 憤怒的反應     | 荒川稔久 | 奥村吉昭            | 有冨興二        | 金東俊                          | ふくだのりゆき                 |
| 10   |      | 信賴的見證     | 滝晃一   | ひいろゆきな 徳吉功 | 徳吉功          | 金紀杜 長坂寛治                 | 金紀杜                         |
| 11   |      | 做回自己       | 滝晃一   | 山本沙代            | 吉村章          | 權允姫 山本善哉                 | ふくだのりゆき                 |
| 12   |      | 集結           | 滝晃一   | 成田歳法            | 奥村吉昭        | 山本隆青                        | ふくだのりゆき                 |
| 13   |      | 使命           | 滝晃一   | 藤本義孝            | 岡崎幸男        | 野口孝幸                        | 金紀杜                         |
| 14   |      | 勝者和敗者     | 滝晃一   | 川瀬敏文 山本恵     | 有冨興二        | 金東俊                          | ふくだのりゆき                 |
| 15   |      | 前夜           | 井上敏樹 | 木村隆一            | 奥村吉昭        | 金紀杜                          | -                              |
| 16   |      | 強奪           | 滝晃一   | 河合夢男            | 鎌仲史陽        | 柳瀬雄之                        | ふくだのりゆき                 |
| 17   |      | 復仇的結果     | 荒川稔久 | 徳吉功 ひいろゆきな | 木村隆一        | 長坂寛治                        | 梅原隆弘                       |
| 18   |      | 路程           | 滝晃一   | 川瀬敏文            | 川瀬敏文        | 泰野好紹                        | -                              |
| 19   |      | 再生           | 滝晃一   | 山本沙代            | 宮原秀二        | 松島晃                          | ふくだのりゆき                 |
| 20   |      | 試煉之旅       | 平野靖士 | 徳吉功 ひいろゆきな | 有冨興二        | 金東俊                          | ふくだのりゆき                 |
| 21   |      | 去傳說的山     | 滝晃一   | 金紀杜              | 山本恵          | 金紀杜                          | -                              |
| 22   |      | 暴走           | 滝晃一   | 武蔵関太郎          | 岡崎幸男        | 野口孝行                        | 梅原隆弘                       |
| 23   |      | 真世羽         | 平野靖士 | 河合夢男            | 鎌仲史陽        | 柳瀬雄之                        | ふくだのりゆき                 |
| 24   |      | 力量的代價     | 平野靖士 | 紅優                | 有冨興二        | 權允姫                          | ふくだのりゆき                 |
| 25   |      | 神秘戰士       | 平野靖士 | 木村隆一            | 木村隆一        | 長坂寛治                        | 梅原隆弘                       |
| 26   |      | 好友的影子     | 滝晃一   | 駒井一也            | 駒井一也        | 長坂寛治                        | 金紀杜                         |
| 27   |      | 永遠的生命     | 滝晃一   | 佐藤雄三            | 宮原秀二        | 松島晃                          | ふくだのりゆき                 |
| 28   |      | 記憶           | 滝晃一   | 徳吉功              | 徳吉功          | 金東俊                          | ふくだのりゆき                 |
| 29   |      | 少年           | 平野靖士 | 奥村吉昭            | 有冨興二        | 權允姫                          | ふくだのりゆき                 |
| 30   |      | 背叛           | 平野靖士 | 紅優                | 木村隆一        | 関崎高明 長坂寛治               | 梅原隆弘                       |
| 31   |      | 四神龍         | 滝晃一   | 熊谷雅晃            | 鎌仲史陽        | 柳瀬雄之                        | ふくだのりゆき                 |
| 32   |      | 競爭者         | 滝晃一   | 川瀬敏文 奥村吉昭   | 宮原秀二        | 松島晃                          | ふくだのりゆき                 |
| 33   |      | 黑暗迷宮       | 滝晃一   | 山本沙代            | 山本沙代        | 金東俊                          | ふくだのりゆき                 |
| 34   |      | 真實           | 滝晃一   | 徳吉功 奥村吉昭     | 有冨興二        | 權允姫                          | 金紀杜                         |
| 35   |      | D領域          | 滝晃一   | 駒井一也            | 駒井一也        | 金紀杜                          | -                              |
| 36   |      | 回歸           | 滝晃一   | 山本恵 奥村吉昭     | 木村隆一        | 長坂寛治 やまだたかひろ（機械） | 梅原隆弘                       |
| 37   |      | 真龍           | 滝晃一   | 山口祐司            | 山口祐司        | 金東俊                          | ふくだのりゆき                 |
| 38   |      | D Break        | 滝晃一   | 川瀬敏文            | 川瀬敏文        | 梅原隆弘 才木康寛（特效）       | ふくだのりゆき 梅原隆弘 金紀杜 |

## 外部連結
- 集英社官方網站（日語）
- MADHOUSE官方網站 （页面存档备份，存于）（日語）
- （日語）
- 東京電視台官方網站（日語）
- Dragon Drive Product Official Card. （页面存档备份，存于） 2004年此網站最後一次進行更新。（日語）